# Borzysławice

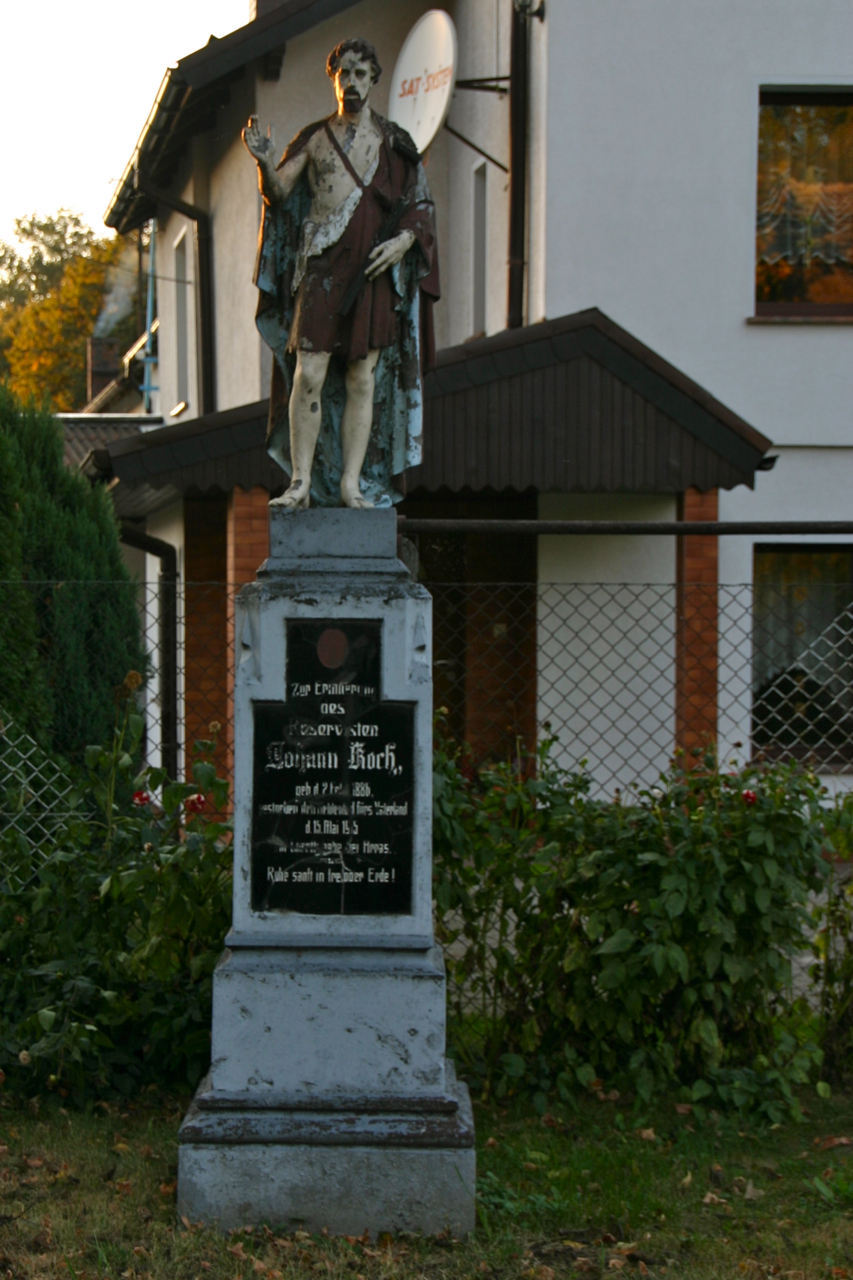
Borzysławice

Borzysławice [bɔʐɨswaˈvit͡sɛ] (en alemán: Borislawitz) es una aldea en el distrito administrativo de Gmina Pawłowiczki, dentro del condado de Kędzierzyn-Koźle, voivodato de Opole, en el suroeste de Polonia. Se encuentra aproximadamente a 4 kilómetros (2 mi) al oeste de Pawłowiczki, 19 kilómetros (12 mi) al suroeste de Kędzierzyn-Koźle, y 47 kilómetros (29 mi) al sur de la capital regional, Opole . 
Antes de 1945, el área era parte de Alemania. 